# Pas drôle
Pas drôle (Not Funny en VO) est le neuvième épisode de la vingtième saison de la série télévisée d'animation américaine  South Park, et le 276e épisode de la série globale. Il est diffusé pour la première fois le 16 novembre 2016 sur Comedy Central. L'épisode prépare la fin de la saison tout en revenant brièvement sur une de ses thématiques centrales, à savoir les méfaits de l'anonymat et du trollage sur Internet.

## Résumé
La panique mondiale engendrée par le site Track Troll (Troll Trace en VO) provoque le rassemblement d'une grande foule devant les barrières entourant le siège de SpaceX, dans l'espoir de s'échapper vers Mars. À l'intérieur, un Cartman jaloux confronte Butters sur son comportement envers Heidi. Butters répond qu'il ne cherche pas à lui piquer sa petite amie, mais le prévient qu'il devrait rompre avant qu'elle lui briser le cœur. Inquiet, Cartman demande à plusieurs reprises à Heidi de raconter plus de blagues, mais elle se concentre pleinement sur sa technique de "profil émojitique" pour résoudre les problèmes empêchant le lancement d'une fusée sur Mars. Elle y parvient, mais Cartman est de plus en plus paniqué et doute de sa relation avec Heidi.
Au Danemark, le fondateur et PDG de Track Troll, Lennart Bedrager, fait déshabiller Gerald Broflovski et les autres trolls pour les emmener dans une salle de détention, où Gerald présume qu'ils seront tués. Il parvient à obtenir une entrevue privée avec Bedrager pour lui expliquer sa vision du trollage, différente des autres captifs et qui justifierait selon lui sa libération. Bedrager n'a cependant que faire de ses confessions. Il révèle qu'il fait semblant d'être un Danois, et qu'il a en réalité conçu Track Troll pour opposer le monde entier juste pour rire, comme Gerald l'avait fait auparavant à plus petite échelle. Bedrager enferme ensuite Gerald dans une salle de réunion, verrouille les portes du siège de Track Troll et diffuse une vidéo sur tous les écrans. Tous les employés et les trolls captifs se font alors rickroller. 
À South Park, Kyle et Ike ne sont pas parvenus à fuguer. Leur mère Sheila les ramène à la maison et les punit, mais les deux frères vont lui désobéir plusieurs fois. Ils commencent par pousser les habitants de South Park à ne pas paniquer face à Track Troll, mais plutôt de le combattre. Ensemble, ils parviennent à convaincre M. Esclave de mettre en colère le président Garrison pour qu'il bombarde le Danemark. Cependant, lorsque Sheila informe Kyle et Ike que leur père Gerald est là-bas, c'est Kyle qui provoque Garrison pour qu'il annule l'attaque. Les deux frères finissent par enfermer Sheila, de plus en plus en colère face à la désobéissance de ses fils, dans le garde-manger familial afin qu'ils puissent utiliser l'ordinateur sans être dérangés et continuer leurs actions.